# Humboldtstraße 64 (Mönchengladbach)

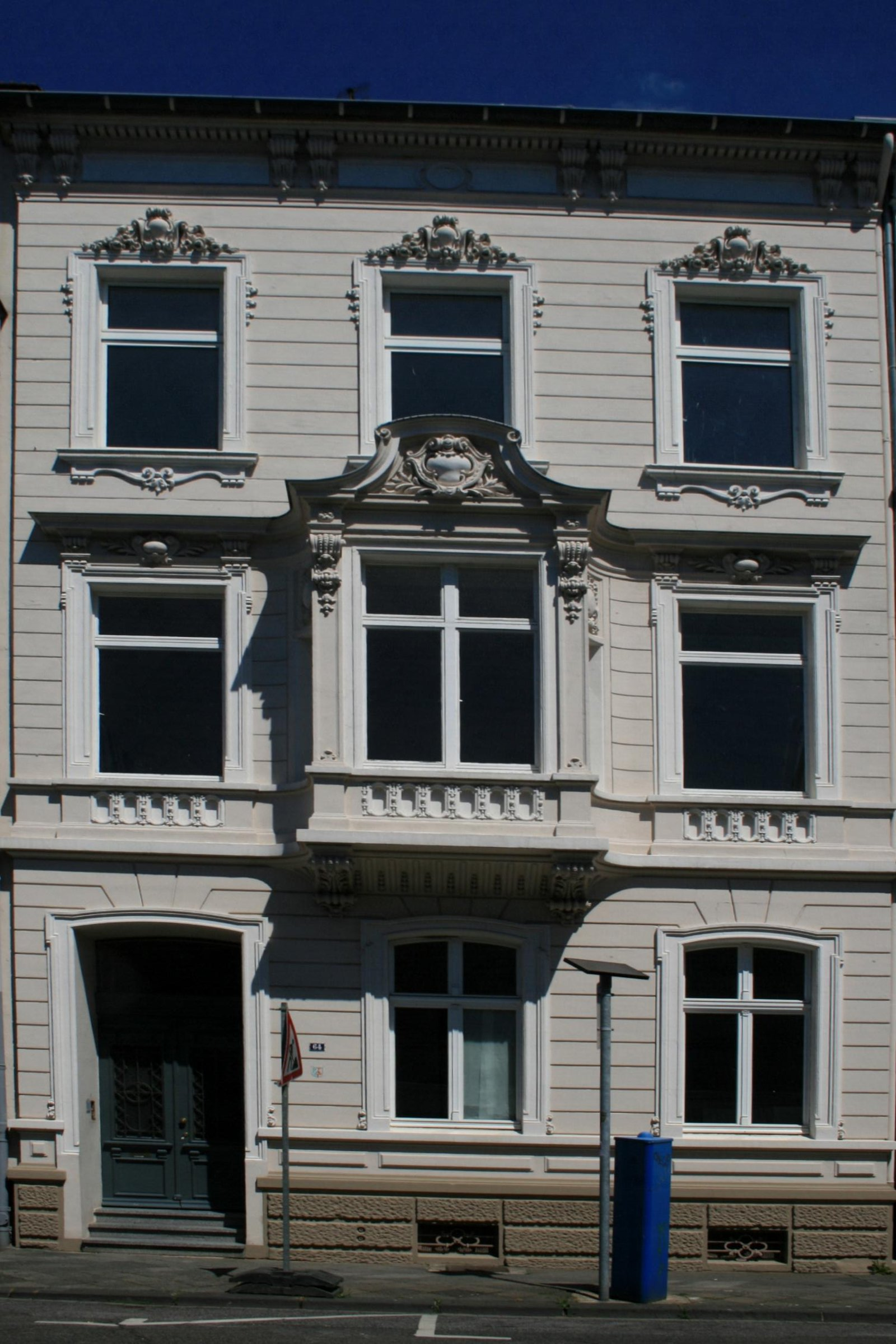
Wohnhaus (2010)

Das Wohnhaus Humboldtstraße 64 steht in Mönchengladbach (Nordrhein-Westfalen).
Das Gebäude wurde Ende des 19. Jahrhunderts erbaut. Es wurde unter Nr. H 009  am 4. Dezember 1984 in die Denkmalliste der Stadt Mönchengladbach eingetragen.

## Lage
Das Objekt liegt auf der Ostseite der Humboldtstraße im Stadterweiterungsgebiet von Eicken.

## Architektur
Es handelt sich um ein traufständiges, dreiachsiges und dreigeschossiges, verputztes Wohnhaus unter Satteldach mit rückseitigem Anbau und Wintergarten. Backsteingebäude mit verputzter Fassade in neobarocken Formen.